# Municipio de Caney (condado de Woodruff)
Caney Township era un municipio del condado de Woodruff, Arkansas, Estados Unidos.  Según el censo de 2020, en ese momento tenía una población de 190 habitantes.
Fue disuelto por la Oficina del Censo en 2021.

## Geografía
La subdivisión estaba ubicada en las coordenadas 35°2′34″N 91°7′40″O / 35.04278, -91.12778. Según la Oficina del Censo de los Estados Unidos, tenía una superficie total de 146.93 km², de la cual 143.25 km² correspondían a tierra firme y 2,68 km² eran agua.

## Demografía
Según el censo de 2020, en ese momento había 190 personas residiendo en la región. La densidad de población era de 1,3 hab./km². El 88.95 % de los habitantes eran blancos, el 5.79 % eran afroamericanos, el 1.05 % eran de otras razas y el 4.21 % eran de una mezcla de razas. En ese momento no había hispanos o latinos viviendo en la zona.